# Ministerio de Economía, Industria y Comercio (Costa Rica)
El Ministerio de Economía, Industria y Comercio de Costa Rica (MEIC) es el ministerio del gobierno de Costa Rica encargado de participar en la formulación y planificación de la política económica del gobierno, así como de regir las políticas públicas relacionadas con la iniciativa privada, desarrollo empresarial y fomento de la cultura empresarial para los sectores de industria, comercio y servicios, así como para las pequeñas y medianas empresas (PYMES). Su actual jerarca es Francisco Gamboa Soto. 

## Historia
El Ministerio tiene sus orígenes mediante la Ley n.° 2656 del 4 de noviembre de 1960, cuando se separan del Ministerio de Agricultura e Industria sus funciones de industria, geología y minas, y las cuales son designadas a un nuevo ministerio que recibe el nombre de Ministerio de Industria y Comercio. Posteriormente, el 16 de diciembre de 1965, mediante la Ley de Presupuesto Ordinario y Extraordinario, n.° 3644, es trasladada al ministerio la cartera de economía.
Hasta 1971 el ministerio funcionó bajo el nombre de Ministerio de Industria y Comercio, apareciendo por primera vez con el nombre de Ministerio de Economía, Industria y Comercio (MEIC) mediante una vía presupuestaria en 1972. No es hasta el 14 de junio de 1977 que, mediante la Ley Orgánica del Ministerio de Economía y Comercio, n.° 6054, que el Ministerio recibe el nombre oficialmente, sustituyendo al anterior.
El 1 de diciembre de 1995, se promulga el Decreto Ejecutivo n.° 24762-MEIC, que reglamenta la organización y funcionamiento del Ministerio, y le es asignado la función de que promueva y apoye al desarrollo y la competitividad del sector industrial y comercial del país.
Posteriormente, mediante la Ley n.° 6812 del 21 de septiembre de 1982, Ley de reestructuración del Sector Público, le es separada temporalmente la cartera de industrias al Ministerio, siendo trasladada al recién creado Ministerio de Industria, Energía y Minas. Esta situación se mantiene hasta el 6 de junio de 1990, cuando mediante la Ley n.° 7152, Ley Orgánica del Ministerio de Recursos Naturales, Energía y Minas, es trasladada nuevamente la cartera de industrias al Ministerio de Economía, Industria y Comercio.

## Funciones
El Ministerio de Economía, Industria y Comercio de Costa Rica tiene, entre algunas de sus funciones, las siguientes:
- Fomentar el comercio interno por medio del sistema de comercialización, para estimular el consumo de los productos nacionales.
- Formular, dirigir y coordinar la política de precios, pesas y medidas, y de abastecimiento de mercado en el comercio interno.
- Administrar la legislación mercantil.
- Promover la integración económica con los países latinoamericanos y de otras regiones del mundo.
- Fomentar la participación del país en exposiciones industriales, comerciales y turísticas.
- Representar al Gobierno en las reuniones y negociaciones comerciales de carácter nacional e internacional, en coordinación con el Ministerio de Relaciones Exteriores y Culto.

## Estructura
El Ministerio de Economía, Industria y Comercio de Costa Rica se estructura en los siguientes órganos y dependencias:
- La Dirección de Apoyo al Consumidor.
  - Departamento de Atención al Consumidor.
  - Departamento de Procedimientos Administrativos.
  - Departamento de Educación al Consumidor y Ventas a Plazo.
- La Dirección de Pequeña y Mediana Empresa.
  - Departamento de Empresariedad.
  - Departamento de Emprendimiento.
  - Departamento de Registro.
  - Departamento de CIDE y Encadenamientos.
- La Dirección de Calidad.
  - Departamento de Reglamentación Técnica.
  - Departamento de Verificación de Mercados.
- La Dirección de Investigaciones Económicas y de Mercados.
  - Departamento de Análisis Estratégico de Mercados.
  - Departamento de Análisis Económico.
- La Dirección de Defensa Comercial.
- La Dirección de Mejora Regulatoria.
  - Departamento de Apoyo Institucional.
  - Departamento de Análisis Regulatorio.
- La Dirección Administrativa Financiera.
  - Departamento de Recursos Humanos.
  - Departamento Financiero Contable.
  - Departamento de Tecnología de Información y Comunicación.
  - Departamento de Proveeduría.
  - Departamento de Servicios Generales.
  - Departamento de Gestión de Información y Archivo.

Además cuenta con los siguientes órganos dependientes:
- La Comisión Nacional del Consumidor (CNC).
- El Laboratorio Costarricense de Metrología (LACOMET).
- La Comisión para Promover la Competencia (COPROCOM).
- La Secretaría Ejecutiva del Consejo Nacional para la Calidad.